# Tadeusz Rożek

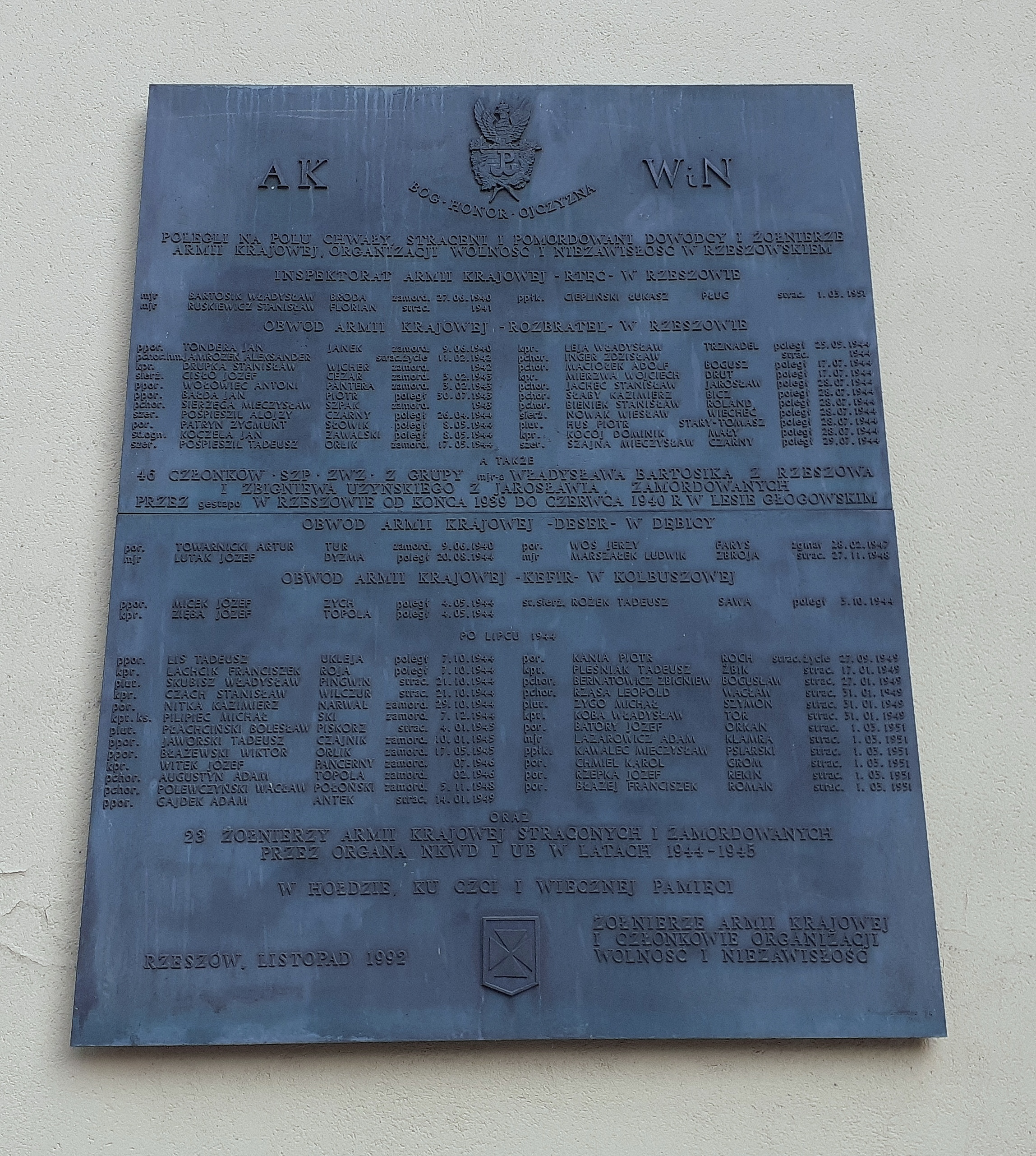
Tablica na ścianie bazyliki Wniebowzięcia Najświętszej Maryi Panny w Rzeszowie upamiętniająca poległych i zamordowanych członków AK i WiN, wśród których wymieniony został Tadeusz Rożek

Tadeusz Rożek ps. „Sawa” (ur. 1912 w Kamieniu, zm. 3 października 1944 w Kolbuszowej Dolnej) – podoficer Wojska Polskiego, żołnierz Związku Walki Zbrojnej i Armii Krajowej.

## Życiorys
Był pierwszym synem Jana Rożka, organisty. Po narodzinach dziecka rodzina przeniosła się do Radawy. Rożek ukończył szkołę powszechną w Jarosławiu. Odbył służbę wojskową w 19 Pułku Piechoty stacjonującym we Lwowie. Następnie służył tam jako zawodowy podoficer i członek pułkowej orkiestry. Uczestniczył w walkach kampanii wrześniowej. Po jej zakończeniu przybył do swoich rodziców, którzy jeszcze przed wojną zamieszkali w Chmielniku. Pozostał tam cztery lata.
Podczas okupacji niemieckiej wstąpił do ZWZ-AK. Był członkiem oddziału dywersyjnego w Rzeszowie. W sierpniu 1943 roku na polecenie Łukasza Cieplińskiego, komendanta Inspektoratu Rzeszów AK został skierowany do pracy konspiracyjnej na terenie obwodu Kolbuszowa. Został zatrudniony jako gajowy na terenie lasów Jerzego hr. Tyszkiewicza. Otrzymał również mieszkanie w jednym z budynków folwarcznych w Kolbuszowej. Zorganizował szesnastoosobowy oddział dywersyjny. Jedną z pierwszych akcji oddziału było oznaczanie domów Niemców czarnymi krzyżami.
W marcu 1944 roku zamieszkał w domu Władysławy Rychel w Kolbuszowej Dolnej. 15 marca tegoż roku uczestniczył w akcji „Zero”, podczas której zastrzelono na kolbuszowskim rynku Włodzimierza Halickiego, współpracującego z Niemcami szefa komórki kryminalnej przy miejscowym posterunku policji granatowej. 4 maja wziął udział w nieudanej próbie zdobycia broni z obozu pracy przymusowej w Biesiadce, podczas której zginęło dwóch partyzantów. Uczestniczył również w akcji „Zegar idzie” polegającej na przygotowaniu odbioru i odbiorze zrzutu uzbrojenia z Anglii. Akcji dokonano w nocy z 7 na 8 lipca na terenie lasów w Kłapówce oraz na pograniczu Porąb Kupieńskich i Bud Głogowskich. Jego oddział uczestniczył również w akcji „Burza”.
1 października 1944 roku do domu Władysławy Rychel przybyli funkcjonariusze Powiatowego Urzędu Bezpieczeństwa Publicznego w celu aresztowania „Sawy”. Udało mu się jednak uciec. Gdy powrócił do tegoż domu 3 października, ponownie został zaatakowany przez funkcjonariuszy PUBP i Milicji Obywatelskiej. Rożek wyskoczył przez okno, przebiegł przez szosę do Tarnobrzega i schronił się za stertą kapusty, która znajdowała się przed stodołą Jana Reguły. Został postrzelony, kiedy wychylił się spoza sterty. Funkcjonariusze nakazali właścicielowi stodoły zawieźć partyzanta do ośrodka zdrowia, gdzie ten wieczorem zmarł.
Miejsce jego pochówku nie jest znane. 

## Upamiętnienie
14 grudnia 1990 roku został patronem dawnej ulicy Stara Droga w Kolbuszowej Dolnej.
Jego nazwisko jest jednym z umieszczonych na tablicy upamiętniającej poległych i zamordowanych członków AK i WiN, którą odsłonięto we wrześniu 1992 roku na ścianie Bazyliki Wniebowzięcia Najświętszej Maryi Panny w Rzeszowie.